# Auletta, Kampanien
Auletta är en ort och kommun i provinsen Salerno i regionen Kampanien i Italien. Kommunen hade 2 264 invånare (2017).